# Haras El-Hodood SC
Haras El-Hodood Sporting Club (ar. نادي حرس الحدود الرياضي) – egipski klub piłkarski grający w drugiej lidze, mający siedzibę w mieście Aleksandria.

## Historia
Klub został założony w 1950 roku. W 2009 roku po raz pierwszy w historii klub awansował do finału Pucharu Egiptu. W nim wygrał po serii rzutów karnych z ENPPI Club (w meczu padł wynik 1:1). W sezonie 2009/2010 klub również grał w finale krajowego pucharu. Ponownie zdobył go po wygraniu serii rzutów karnych, tym razem z zespołem Al-Ahly Kair (w meczu padł remis 1:1).

## Sukcesy
- Puchar Egiptu[3]:

zwycięstwo (2): 2008/2009, 2009/2010
- Superpuchar Egiptu: [3]

zwycięstwo (1): 2009
finał (1): 2010

## Występy w afrykańskich pucharach
| Sezon | Rozgrywki           | Runda              | Kraj                          | Klub                  | Dom | Wyjazd | Dwumecz      |
| ----- | ------------------- | ------------------ | ----------------------------- | --------------------- | --- | ------ | ------------ |
| 2006  | Puchar Konfederacji | 1                  | Gwinea                        | AS Kaloum Star        | 6–0 | 0–1    | 6–1          |
| 2006  | Puchar Konfederacji | 2                  | Nigeria                       | Heartland FC          | 0–0 | 2–3    | 2–3          |
| 2008  | Puchar Konfederacji | 1                  | Algieria                      | MC Algier             | 1–0 | 0–0    | 1–0          |
| 2008  | Puchar Konfederacji | 2                  |                               | Al-Akhdar SC          | 1–0 | 1–1    | 2–1          |
| 2008  | Puchar Konfederacji | play-off           | Południowa Afryka             | Mamelodi Sundowns FC  | 2–0 | 0–1    | 2–1          |
| 2008  | Puchar Konfederacji | gr. A (2. miejsce) | Tunezja                       | Club Africain         | 2–1 | 1–1    | 3–2          |
| 2008  | Puchar Konfederacji | gr. A (2. miejsce) | Angola                        | GD Interclube         | 4–1 | 0–1    | 4–2          |
| 2008  | Puchar Konfederacji | gr. A (2. miejsce) | Tunezja                       | Club Sportif Sfaxien  | 3–1 | 0–1    | 3–2          |
| 2009  | Puchar Konfederacji | 1                  | Rwanda                        | APR FC                | 2–0 | 0–0    | 2–0          |
| 2009  | Puchar Konfederacji | 2                  | Tunezja                       | EGS Gafsa             | 3–0 | 3–1    | 6–1          |
| 2009  | Puchar Konfederacji | play-off           |                               | Al-Ahly Trypolis      | 2–1 | 0–0    | 2–1          |
| 2009  | Puchar Konfederacji | gr. B (4. miejsce) | Nigeria                       | Bayelsa United FC     | 1–0 | 0–2    | 1–2          |
| 2009  | Puchar Konfederacji | gr. B (4. miejsce) | Angola                        | CD Primeiro de Agosto | 5–1 | 0–1    | 5–2          |
| 2009  | Puchar Konfederacji | gr. B (4. miejsce) | Mali                          | Stade Malien          | 1–1 | 0–1    | 1–2          |
| 2010  | Puchar Konfederacji | 1                  | Etiopia                       | CBE SA                | 5–0 | 1–1    | 6–1          |
| 2010  | Puchar Konfederacji | 2                  | Tanzania                      | Simba SC              | 5–1 | 1–2    | 6–3          |
| 2010  | Puchar Konfederacji | play-off           | Botswana                      | Gaborone United       | 8–1 | 0–1    | 8–2          |
| 2010  | Puchar Konfederacji | gr. B (4. miejsce) | Tunezja                       | Club Sportif Sfaxien  | 0–0 | 1–3    | 1–3          |
| 2010  | Puchar Konfederacji | gr. B (4. miejsce) | Maroko                        | FUS Rabat             | 1–2 | 0–1    | 1–3          |
| 2010  | Puchar Konfederacji | gr. B (4. miejsce) | Zambia                        | Zanaco FC             | 1–1 | 1–1    | 2–2          |
| 2011  | Puchar Konfederacji | 1                  | Etiopia                       | Dedebit FC            | 4–0 | 1–1    | 5–1          |
| 2011  | Puchar Konfederacji | 2                  | Demokratyczna Republika Konga | DC Motema Pembe       | 2–1 | 1–2    | 3–3 (k. 3–4) |

## Stadion
Domowe mecze klub rozgrywa na stadionie o nazwie Harras El-Hedoud w Aleksandrii, który może pomieścić 22500 widzów.

## Reprezentanci kraju grający w klubie
Stan na lipiec 2018.
| - Essam Abdel-Azim - Ahmed Abdel-Ghani - Ahmed Eid Abdel Malek - Mohamed Salah Abou-Greisha - Mahmoud Alaa - Szarif Aszraf - Abdel-Hamid Bassiouny - Abdel-Latif El-Domany - Mohamed El-Herda - Islam El-Shater - Mohamed El-Shenawy - Moataz Eno - Mohamed Farouk - Mohamed Gouda - Hussein Hamdy - Gamal Hamza - Hesham Hanafy - Osama Hosny - Ekramy Ibrahim - Ahmed Kamal - Mohamed Kamouna | - Amir Azmy Megahed - Ahmed Hassan Mekky - Abdelrahman Mohie - Islam Ramadan - Wael Riyad - Ateya Saber - Ahmed Said - Hany Said - Ahmed Salama - Aboul-Enain Shehata - Shikabala - Walid Soliman - Modiri Marumo - Moussa Yedan - Samuel Kyere - Daniel Nana Yeboah - Fofo Wisdom - Ahmed Wafa Abdulkader - Mickaël Dogbé |